# سسک برگی تیکل
سسک برگی تیکل (نام علمی: Phylloscopus affinis) نوعی سسک برگی است که در آسیا در کشورهای بنگلادش، بوتان، چین، هند، میانمار، نپال، پاکستان و تایلند یافت می‌شود. این گونه دارای زیرتنه مایل به زرد و نوارابروی زرد است. مانند دیگر سسک‌های برگی، بیشتر از حشرات با دانه‌ریزی و حشرات کوتاه تغذیه می‌کند. پرنده‌ای فعال، تاج‌پوش درختان و درختچه‌های کوتاه را ترجیح می‌دهد و ردیابی آن دشوار است زیرا به‌طور فعال از شاخه‌ای به شاخه دیگر حرکت می‌کند و به‌طور آکروباتیک سطح زیرین برگ‌ها و شاخه‌ها را کاوش می‌کند. زیرین مایل به زرد شفاف و نداشتن نوار بالی را می‌توان برای تشخیص آن از گونه‌های مشابه استفاده کرد. دارای پاهای تیره باریک با فک پایین تا حد زیادی کم‌رنگ و پنجره بالی خاکستری‌فام است.

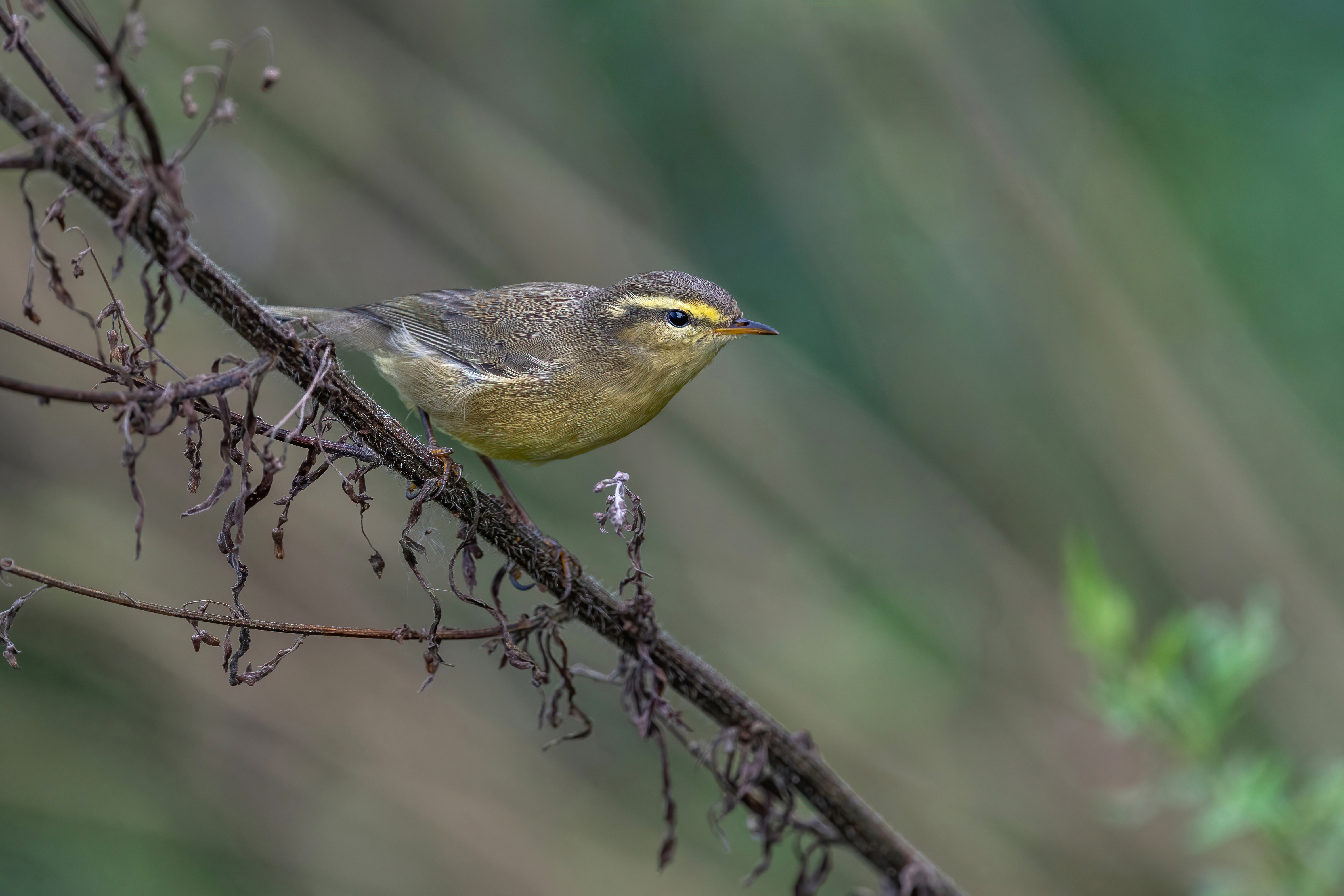
P. a. affinis در جنگل نیلباراهی باکتاپور، نپال

پرنده‌شناس انگلیسی، ساموئل تیکل، به‌طور رسمی در سال ۱۸۳۳ توصیف شد. او نام دوجمله‌ای Motacilla offinis را ابداع کرد که در آن offinis یک خطا برای affinis است. سسک برگی تیکل در حال حاضر یکی از حدود ۸۰ گونه قرارگرفته در سردهٔ سسک‌های برگی (Phylloscopus) است که توسط جانورشناس آلمانی فردریش بوئی در سال ۱۸۲۶ معرفی شد. نام سرده ترکیبی از یونان باستان phullon به معنای "برگ" و skopos به معنای "جستجو" (از skopeo، "نگاه کردن"). لقب خاص affinis از لاتین به معنای "مرتبط" یا "متحد" است.